# Destiny (No-Angels-Album)
Destiny ist das vierte Studioalbum der deutschen Pop-Girlgroup No Angels. Es erschien am 13. April 2007 unter den Labels Polydor und Universal Music Domestic und beinhaltet u. a. Produktionen von Thorsten Brötzmann, Tobias Gustafsson und Max Martin. Destiny ist das erste Album seit der Trennung der Band im Jahr 2003. Es erreichte Platz vier der deutschen Albumcharts.

## Hintergrund
Nachdem sich vier Gründungsmitglieder, Nadja Benaissa, Lucy Diakovska, Sandy Mölling und Jessica Wahls, auf Initiative von Diakovska im Sommer 2006 getroffen und sich für ein Comeback entschieden hatten, entschied sich Vanessa Petruo als fünftes Gründungsmitglied zu Gunsten ihrer Solokarriere gegen ein Comeback mit den No Angels.
Im Januar 2007 begannen die No Angels mit den Aufnahmen von zunächst acht Songs für ihr viertes Studioalbum in den Sound N Studios in Köln. Obwohl alle vier Bandmitglieder für das Album eigene Songs geschrieben, komponiert und einander vorgespielt hatten, entschieden sie sich zugunsten eines stilistisch zusammenpassenden Albums gegen die Aufnahme selbstgeschriebener Songs. Am 31. Januar 2007 gaben die No Angels auf einer einberufenen Pressekonferenz in München vor Fernsehteams von knapp zehn Fernsehsendern und 20 weiteren Fotografen ihre Wiedervereinigung bekannt. Nach einer Vielzahl an anschließenden Promotion-Auftritten im Rahmen der Verkündung ihrer Wiedervereinigung kehrten die No Angels Mitte Februar zu den Aufnahmen zurück, um acht weitere Lieder einzusingen. Letztlich schafften es 13 aus 16 eingesungenen Songs auf das Album.
Die No Angels diskutierten mehrere Namen für das Album, darunter New Beginning, Comeback, Reunion und Chapter Four. Sie entschieden sich für den Titel Destiny, um den emotionalen Bezug zur Gruppe aufzuzeigen. Inspiriert wurde der Titel von einem von ihnen aufgenommenen aber unveröffentlichten Song namens Destiny Calls.
Als erste Single aus Destiny entschieden sich die Bandmitglieder gemeinsam mit ihrer Plattenfirma Universal für Goodbye to Yesterday; Benaissa und Mölling sprachen sich zuvor für den Song Back Off als Single aus. Zur Veröffentlichung der Single veranstaltete ein Elektronikfachhandel in Köln einen Mitternachtsverkauf und öffnete gemeinsam mit den No Angels das Geschäft pünktlich um 24 Uhr. Destiny erschien am 13. April 2007. Anlässlich der Veröffentlichung widmete VIVA den No Angels einen gesamten Sendetag. Es wurden insgesamt sieben Shows von und mit den No Angels gezeigt.
Im April 2007 wurde über eine Umfrage auf der Website der Band ermittelt, welcher Song als zweite Single im Juni veröffentlicht werden sollte. Maybe gewann die Umfrage vor I Believe in You, Been Here Before und I Had A Feeling. Im Oktober folgte die Doppel-A-Seite Amaze Me/Teardrops. Für ihre Teilnahme am Vorentscheidung zum Eurovision Song Contest 2008 wählten die Bandmitglieder gemeinsam mit dem A&R-Manager Niklas Hafemann den Song Disappear aus. Der Song wurde im Februar 2008 als Single und im März auf der Special Pur Edition von Destiny und Destiny Reloaded veröffentlicht. Mölling bemerkte in einem Interview im Herbst 2008, dass sie sich mehr Mut bei der Auswahl der Singles aus Destiny gewünscht hätte.

## Stil
Destiny ist dem Genre Popmusik zuzurechnen, kombiniert mit Elementen aus den Genres Rock, Soul und Dance. Die Balladen des Albums sind mit den für die No Angels typischen betonten Refrains ausgestattet. Instrumentell unterscheiden sich die Arrangements vor allem durch den Einsatz von Streichern und Klavier gegenüber der Musik der No Angels aus den Jahren 2001 bis 2003. Lyrisch bewegen sich die Songs rund um das Thema Liebe, Freundschaft und Beziehungen.

## Formate und Titelliste
Die Erstveröffentlichung von Destiny erfolgte am 13. April 2007 durch Polydor und Universal Music Domestic. Das Album erschien als CD und Download. Nach dem Erfolg beim Deutschen Vorentscheid zum Eurovision Song Contest 2008 veröffentlichte Universal Music am 14. März 2008 zwei weitere Versionen des Albums: die Special Pur Edition sowie Destiny Reloaded mit einer zusätzlichen DVD.

### Destiny
| Nr.          | Titel                       | Autor(en)                                                                          | Länge    |
| ------------ | --------------------------- | ---------------------------------------------------------------------------------- | -------- |
| 1.           | Goodbye to Yesterday        | Niclas Molinder, Joacim Persson, Pelle Ankarberg, David Jassy                      | 3:29     |
| 2.           | I Believe in You            | Johan Ekhé, Negin Djafari, Ulf Lindström                                           | 3:36     |
| 3.           | Been Here Before            | Tobias Gustafsson, Mia Bergström, Haakan Nils Ingvar Glante                        | 3:04     |
| 4.           | Amaze Me                    | Steve Mac, Karen Poole                                                             | 3:47     |
| 5.           | Maybe                       | Maryann Morgan, Molinder, Persson, Ankarberg                                       | 3:23     |
| 6.           | I Had a Feeling             | Jörgen Elofsson, Arnthor Birgisson                                                 | 3:30     |
| 7.           | Make a Change               | Christina Rumbley, Peter Ibsen, Sacha Skarbek                                      | 3:37     |
| 8.           | Back Off                    | Molinder, Persson, Ankarberg, Jassy                                                | 4:25     |
| 9.           | What If                     | Adrian Newman                                                                      | 4:10     |
| 10.          | I Don’t Wanna Talk about It | Ivar Lisinski, David Clewett, Negin                                                | 4:26     |
| 11.          | Misguided Heart             | Steve Robson, Hannah Robinson                                                      | 4:08     |
| 12.          | A Reason                    | Derek Bramble, Lindy Robbins, Dana Glover                                          | 4:13     |
| 13.          | The Rhythm of My Heart      | Andreas John, Erik McHoll, Hanne Sorvaag, Adrian Zag, Alexah Carlton, Mario Novack | 3:00     |
| Gesamtlänge: | Gesamtlänge:                | Gesamtlänge:                                                                       | 00:49:24 |

### Special Pur Edition
| Nr.          | Titel                       | Autor(en)                                                                          | Länge    |
| ------------ | --------------------------- | ---------------------------------------------------------------------------------- | -------- |
| 1.           | Disappear                   | Remee, Sorvaag, Thomas Troelsen                                                    | 3:19     |
| 2.           | Goodbye to Yesterday        | Niclas Molinder, Joacim Persson, Pelle Ankarberg, David Jassy                      | 3:29     |
| 3.           | I Believe in You            | Johan Ekhé, Negin Djafari, Ulf Lindström                                           | 3:36     |
| 4.           | Been Here Before            | Tobias Gustafsson, Mia Bergström, Haakan Nils Ingvar Glante                        | 3:04     |
| 5.           | Amaze Me                    | Steve Mac, Karen Poole                                                             | 3:47     |
| 6.           | Maybe                       | Maryann Morgan, Molinder, Persson, Ankarberg                                       | 3:23     |
| 7.           | I Had a Feeling             | Jörgen Elofsson, Arnthor Birgisson                                                 | 3:30     |
| 8.           | Make a Change               | Christina Rumbley, Peter Ibsen, Sacha Skarbek                                      | 3:37     |
| 9.           | Back Off                    | Molinder, Persson, Ankarberg, Jassy                                                | 4:25     |
| 10.          | What If                     | Adrian Newman                                                                      | 4:10     |
| 11.          | I Don’t Wanna Talk about It | Ivar Lisinski, David Clewett, Negin                                                | 4:26     |
| 12.          | Misguided Heart             | Steve Robson, Hannah Robinson                                                      | 4:08     |
| 13.          | A Reason                    | Derek Bramble, Lindy Robbins, Dana Glover                                          | 4:13     |
| 14.          | The Rhythm of My Heart      | Andreas John, Erik McHoll, Hanne Sorvaag, Adrian Zag, Alexah Carlton, Mario Novack | 3:00     |
| Gesamtlänge: | Gesamtlänge:                | Gesamtlänge:                                                                       | 00:52:43 |

### Destiny Reloaded
CD
| Nr.          | Titel                             | Autor(en)                                                                          | Länge    |
| ------------ | --------------------------------- | ---------------------------------------------------------------------------------- | -------- |
| 1.           | Disappear                         | Remee, Sorvaag, Thomas Troelsen                                                    | 3:19     |
| 2.           | Been Here Before                  | Tobias Gustafsson, Mia Bergström, Haakan Nils Ingvar Glante                        | 3:04     |
| 3.           | Teardrops                         | Dr. Rue, The Gypsy Wave Banner                                                     | 3:13     |
| 4.           | Amaze Me                          | Steve Mac, Karen Poole                                                             | 3:47     |
| 5.           | I Believe in You                  | Johan Ekhé, Negin Djafari, Ulf Lindström                                           | 3:36     |
| 6.           | I Had a Feeling                   | Jörgen Elofsson, Arnthor Birgisson                                                 | 3:30     |
| 7.           | Maybe (Tomasino Remix)            | Maryann Morgan, Molinder, Persson, Ankarberg                                       | 4:01     |
| 8.           | Make a Change                     | Christina Rumbley, Peter Ibsen, Sacha Skarbek                                      | 3:37     |
| 9.           | Back Off                          | Molinder, Persson, Ankarberg, Jassy                                                | 4:25     |
| 10.          | Been Here Before (Tomasino Remix) | Tobias Gustafsson, Mia Bergström, Haakan Nils Ingvar Glante                        | 3:23     |
| 11.          | Misguided Heart                   | Steve Robson, Hannah Robinson                                                      | 4:08     |
| 12.          | I Don’t Wanna Talk about It       | Ivar Lisinski, David Clewett, Negin                                                | 4:26     |
| 13.          | Maybe                             | Maryann Morgan, Molinder, Persson, Ankarberg                                       | 3:23     |
| 14.          | Secret’s Out                      | Celetia Martin, Mats Berntoft, Magnus Wallbert                                     | 3:13     |
| 15.          | What If                           | Adrian Newman                                                                      | 4:10     |
| 16.          | Goodbye to Yesterday              | Niclas Molinder, Joacim Persson, Pelle Ankarberg, David Jassy                      | 3:29     |
| 17.          | A Reason                          | Derek Bramble, Lindy Robbins, Dana Glover                                          | 4:13     |
| 18.          | Ain’t Gonna Look the Other Way    | Tracy Ackerman, Anders Bagge, Per Åström                                           | 3:50     |
| 19.          | The Rhythm of My Heart            | Andreas John, Erik McHoll, Hanne Sorvaag, Adrian Zag, Alexah Carlton, Mario Novack | 3:00     |
| Gesamtlänge: | Gesamtlänge:                      | Gesamtlänge:                                                                       | 01:09:00 |

DVD
| Nr. | Titel | Länge |
| --- | --- | ----- |
| 1.  | No Angels – Live in Concert (Konzert zur Präsentation des Albums Destiny auf VIVA)                                                   | 39:16 |
| 2.  | The New Videocollection (inkl. Making-ofs) (Videoclips zu den Singles Goodbye to Yesterday, Maybe, Amaze Me, Teadrops und Disappear) |       |
| 3.  | Photo Slideshow |       |

## Rezeption

### Rezensionen
- Musicheadquater.de: "Sie haben ihren eigenen Stil gefunden und entwickeln diesen mit „Destiny“ konsequent weiter."[15]
- laut.de: "Was man den No Angels definitiv nicht absprechen kann, ist ihre Gesangskunst."
- CDstarts.de: "[...] ziemlich mittelmäßiges Album [indem] sich zwischen einer Handvoll guter bis annehmbarer Songs viel Füllmaterial versteckt".[16]
- Valve-Magazin: "[...] absolut solide Mischung mehr oder weniger schneller Songs [...]"[17]
- T-Online: "Comeback ohne Knalleffekt"[18]
- Süddeutsche Zeitung: "Ein Song ist wie der andere [...][19]

### Charts und Chartplatzierungen
Das Album stieg auf Platz vier der deutschen, Platz 14 der österreichischen und Platz 22 der schweizerischen Albumcharts ein. Damit ist Destiny das erste Studioalbum der No Angels, welches nicht auf Anhieb die Spitze der deutschen Albumcharts erreichte und sich ferner nicht in den Top 10 Österreichs und der Schweiz platzieren konnte. Bis Mitte Mai 2007 wurde Destiny mehr als 30.000 mal verkauft.
Die erste Single seit 2003, Goodbye to Yesterday, platzierte sich ebenfalls auf Platz vier der deutschen Singlecharts, auf Platz 21 in Österreich und auf Platz 16 in der Schweiz. In den deutschen Radiocharts erreichte der Song Platz 14. Im Juni wurde die zweite Single Maybe ausgekoppelt, die es als erste Single der Gruppe nicht in die Top 20 der deutschen Singlecharts schaffte und sich 15.000 Mal verkaufte. Im Oktober 2007 wurde die Doppel-A-Single Amaze Me/Teardrops – eine Coverversion von Womack & Womack aus dem Jahre 1988 – veröffentlicht, die sich auf Platz 25 der deutschen Singlecharts platzieren konnte. In Polen kam Teardrops bis auf Platz 34. Disappear erreichte Platz vier der deutschen Singlecharts, hielt sich dort 14 Wochen und erreichte in den Jahrescharts des Jahres 2008 auf Platz 78. In Österreich belegte Disappear Platz 37, in der Schweiz Platz 96 und in Bulgarien den 40. Platz der Singlecharts. In den Eurochart Hot 100 Singles erreichte Disappear Platz 21. In den Radiocharts in Deutschland und in Ungarn erreichte der Song Platz 16. Darüber hinaus erreichte Disappear Platz zwei der wöchentlichen Downloadcharts in Deutschland und blieb zwei Wochen auf Platz eins der Trend-Hits-Charts, die die Songs mit dem größten Zuwachs an Verkäufen aufführen.

### Auszeichnung
Disappear wurde als Bester Song National des Jahres 2008 mit dem Szenepreis, dem größten schwul-lesbischen Medienpreis Deutschlands, ausgezeichnet.